# Little Totham
Little Totham is een civil parish in het bestuurlijke gebied Maldon, in het Engelse graafschap Essex.